# Херман III фон Кранихфелд
Херман III (Хайнрих III) фон Кранихфелдфон Кранихфелд (на немски: Hermann III (Heinrich III) von Kranichfeld; * ок. 1290; † сл. 1362) е господар на господството Кранихфелд в Тюрингия.

## Произход
Той е син на Херман II фон Кранихфелд (* ок. 1260; † сл. 1333), господар в Горен-Кранихфелд (1314), и съпругата му Леукард фон Гера (* ок. 1264; † сл. 1351), дъщеря на фогт Хайнрих I фон Гера († между 1 юни 1269 – 1274) и Лугард фон Хелдрунген († сл. 31 август 1279). Внук е на Фолрад 'Млади' фон Кранихфелд (* ок. 1228; † сл. 1296) и Матилда фон Бланкенбург (* ок. 1238).
Господарите фон Кранихфелд са близки роднини и са свързани по собственост с Шварцбургите. Двата рода произлизат от рода на графовете фон Кефернбург. През 1172 г. господството Кранихфелд е разделено на Горно и Долно господство.
Родът изчезва по мъжка линия със смъртта на синът му Херман IV през 1383 г., чиято дъщеря Матилда († сл. 1417) наследява Кранихфелд. Тя е омъжена за бургграф Албрехт III фон Кирхберг († 1427). През средата на 15 век дворецът и господството Горен-Кранихфелд са продадени на Дом Ройс, в който една дъщеря Ирмгард († 1462) от род Кирхберг е омъжена ок. 1398 г. за Хайнрих VII Ройс фон Плауен († 1426). Долното господство Кранихфелд отива на графовете фон Глайхен.

## Фамилия
Херман III фон Кранихфелд се жени за Ирмгард фон Кефернбург, дъщеря на граф Гюнтер IX фон Кефернбург-Люхов († 1332/ 1333) и Матилда фон Регенщайн († 1334). Те имат децата:
- Херман IV фон Кранихфелд-Шауенфорст († сл. 27 август 1383), господар на Кранихфелд (1359), господар на Кранихфелд-Шауенфорст (1375), женен пр. 11 септември 1361 г. за София фон Шварцбург-Вахсенбург († сл. 11 ноември 1361 или между 29 май 1399 – 1 септември 1417), дъщеря на граф Гюнтер XVIII фон Шварцбург-Вахсенбург († 1354/1355) и Рихца фон Шлюселбург († ок. 1348/1359), дъщеря на Конрад II фон Шлюселберг († 1347) и Елизабет.[5] Баща на наследничката Маргарета († сл. 1417).
- Фолрад фон Кранихфелд, „Млади“ († сл. 1374), господар на Кранихфелд (1369), споменат в документи 1356 до 1374
- Луидгард/Лукарда фон Кранихфелд (* ок. 1334, Тюрингия; † сл. 30 март 1376), омъжена пр. 5 февруари 1356 г. за Хайнрих VI фон Плауен 'Млади', господар и фогт цу Плауен (* ок. 1324; † между 12 април 1368 – 28 октомври 1369), син на Хайнрих IV (VIII) 'Млади', фогт на Плауен-Мюлтроф (* ок. 1308; † 14 февруари 1348) и Агнес фон Шюселбург († 17 август 1354)
- София фон Кранихфелд, приорин в Оберваймар (1371 – 1373)